# Club d'Esquí Coll de Pal
El Club d'Esquí Coll de Pal o Coll de Pal Esquí Club és una entitat esportiva berguedana dedicada al món de l'esquí alpí, creada a Bagà al 1977. Actualment compta amb uns 500 socis. El club esquia a les estacions de La Molina (amb Coll de Pal) i Baqueira Beret.
Té la seva seu a Bagà.
El Club centra els seus esforços en promocionar l'esport de l'esquí alpí, i el territori. El Club d'esquí Coll de Pal organitza:
- Cursets d'esquí alpí, per a petits i adults.
- Sortides guiades amb raquetes de neu (diürnes i nocturnes) per diferents indrets del Parc Natural Cadí-Moixeró.